# Sanatorij Borok
Sanatorij Borok (ros. Санаторий Борок) – wieś (ros. деревня, trb. dieriewnia) w zachodniej Rosji, w osiedlu wiejskim Katynskoje rejonu smoleńskiego w obwodzie smoleńskim. Stanowi sanatorium Ministerstwa Spraw Wewnętrznych Federacji Rosyjskiej.

## Geografia
Miejscowość położona jest nad Dnieprem, 0,5 km od dieriewni Borok, 1 km od stacji kolejowej Katyń, przy drodze federalnej R120 (Orzeł – Briańsk – Smoleńsk – Witebsk), 9 km od drogi magistralnej M1 «Białoruś», 3,5 km od centrum administracyjnego osiedla wiejskiego (Katyń), 19,5 km od Smoleńska.
W granicach miejscowości znajduje się 11 posesji.

## Demografia
W 2010 r. miejscowość liczyła sobie 509 mieszkańców.

## Historia
W maju 1937 roku w majątku Lednickich „Borek” utworzono dom wczasowy NKWD. W czasie okupacji hitlerowskiej dom zamieniono w szpital polowy Organizacji Todt. Od 19 kwietnia do 20 maja 1943 roku w szpitalu mieszkali członkowie Komisji Technicznej Polskiego Czerwonego Krzyża badającej ekshumowane zwłoki ofiar zbrodni katyńskiej.
W roku 1946 dom wczasowy zamieniono w sanatorium Ministerstwa Spraw Wewnętrznych ZSRR (obecnie MSW Federacji Rosyjskiej) dla chorych na gruźlicę. W 2006 roku instytucja zmieniła profil leczenia na szerokie spektrum chorób dróg oddechowych. W 2009 roku rozebrany został modrzewiowy dworek Lednickich.